# La prisionera (novela)
La prisionera (La Prisonnière), es el quinto volumen  de la novela En busca del tiempo perdido (À la recherche du temps perdu) de Marcel Proust. Su primera edición fue publicada en 1923, de forma póstuma .

## Argumento
El tema principal de este volumen es el amor posesivo y celoso que el narrador siente por Albertine. Durante la trama el narrador está dividido en sus sentimientos hacia Albertine, a quien a veces desea dejar, pero las sospechas de engaño reavivan su interés por ella. Albertina, de origen más modesto, gana inteligencia y refinamiento con el tiempo, comenzando esta última a lucir trajes de diseñador comprados por consejo de la duquesa de Guermantes.
El narrador se entera de que Albertine desea ir a una fiesta en casa de los Verdurin donde el barón de Charlus va a tocar una sonata de Vinteuil. Ante el temor de que Albertina pueda encontrarse con la hija de Vinteuil, este se asegura de que ella cancele y él vaya sin avisarle. Mientras va a la fiesta, se cruza con el barón de Charlus y Brichot, así nos enteramos de la muerte de muchos personajes como Swann, Cottard, Madame de Villeparisi.
A su regreso de la velada, el narrador y Albertine se enfurecen y ella le confiesa haber mentido varias veces, y el narrador acaba deseando que se separen. Cambia de opinión cuando se entera una vez más de que Albertine ha conocido a otra mujer lesbiana. Apesadumbrado, propone volver a conectar con la joven. Durante los días siguientes, la colma de regalos. El narrador se debate cada vez más entre su deseo de dejar a Albertina y sus celos  e ir a Venecia , hasta que descubre que ella ha escapado.

## Filmografía
En 2000, esta obra fue adaptada libremente en lenguaje cinematográfico por la cineasta Chantal Akerman, asistida para la escritura por Eric de Kuyper, bajo el título  La Cautiva.